# Jean-Luc Sokal
Pour les articles homonymes, voir Sokal.
Jean-Luc Sokal est un footballeur puis entraîneur français né le 14 juin 1961 à Guise, dans le département de l'Aisne. Formé et révélé à l'US Valenciennes-Anzin, il a été défenseur en Division 1, notamment à l'AS Monaco et au Stade lavallois.

## Carrière de joueur
De 1979 à 1981, Jean-Luc Sokal est sous contrat stagiaire à l'US Valenciennes Anzin. Il se révèle  notamment face à Delio Onnis qu'il empêche de marquer lors d'un match. Titulaire régulier avec l'US Valenciennes-Anzin, il signe en 1985 avec l'AS Monaco mais ne joue que peu lors de cette saison monégasque en équipe première et se retrouve surtout titulaire avec l'équipe réserve en troisième division. Il décide alors d'être mis sur la liste des transferts pour tenter sa chance dans un autre club.
Il rejoint alors le Stade lavallois en 1986 pour y former la charnière centrale jugée prudente de Michel Le Milinaire et, malgré la concurrence du jeune international Jean-Luc Dogon, dispute près de vingt matches en division une dont la majorité comme titulaire.
Il signe ensuite à Quimper dès la saison suivante et y joue trois saisons pleines. En 1988, le club breton parvient jusqu'aux quarts de finale de la Coupe de France, ne s'inclinant que contre le futur vainqueur de l'épreuve, le FC Metz. Il termine sa carrière professionnelle de défenseur en 1991 après une rupture des ligaments croisés de son genou droit.
- 1979-1985 : US Valenciennes (en Divisions 1 et 2)
- 1985-1986 : AS Monaco (en Division 1)
- 1986-1987 : Stade lavallois (en Division 1)
- 1987-1990 : Stade quimpérois (en Division 2)

## Carrière d'entraîneur
Le président du RC Périgueux, Alain Dessale, lui demande de venir entraîner son club et dès sa première saison (1991-1992), Jean-Luc Sokal fait monter le club périgourdin de Division d'honneur régionale (DHR) à Division d'honneur (DH).
En mai 2005, il figurait sur la liste des entraîneurs contactés pour entraîner le club de Libourne-Saint-Seurin et éventuellement succéder à André Menaut.